# Lijst van Duitse ministers zonder portefeuille

## Bondsministers voor Oost-Duitse Betrekkingen (1949–1991)
| Bondsminister              | Bondsminister        | Bondsminister                           | Portfolio                | Ambtstermijn      | Ambtstermijn     | Partij | Bondskanselier                   | Kabinet(en)  |
| -------------------------- | -------------------- | --------------------------------------- | ------------------------ | ----------------- | ---------------- | ------ | -------------------------------- | ------------ |
|                            | Jakob Kaiser         | Jakob Kaiser (1888–1961)                | Oost-Duitse Betrekkingen | 15 september 1949 | 29 oktober 1957  | CDU    | Konrad Adenauer (1951–1963)      | Adenauer I   |
| Adenauer II                | Jakob Kaiser         | Jakob Kaiser (1888–1961)                | Oost-Duitse Betrekkingen | 15 september 1949 | 29 oktober 1957  | CDU    | Konrad Adenauer (1951–1963)      |              |
|                            | Ernst Lemmer         | Ernst Lemmer (1898–1970)                | Oost-Duitse Betrekkingen | 29 oktober 1957   | 14 november 1961 | CDU    | Konrad Adenauer (1951–1963)      | Adenauer III |
| Adenauer IV                | Ernst Lemmer         | Ernst Lemmer (1898–1970)                | Oost-Duitse Betrekkingen | 29 oktober 1957   | 14 november 1961 | CDU    | Konrad Adenauer (1951–1963)      |              |
|                            | Rainer Barzel        | Rainer Barzel (1924–2006)               | Oost-Duitse Betrekkingen | 11 december 1962  | 16 oktober 1963  | CDU    | Konrad Adenauer (1951–1963)      | Adenauer V   |
|                            | Erich Mende          | Erich Mende (Vicekanselier) (1916–1998) | Oost-Duitse Betrekkingen | 16 oktober 1963   | 26 oktober 1965  | FDP    | Ludwig Erhard (1963–1966)        | Erhard I     |
| Erhard II                  | Erich Mende          | Erich Mende (Vicekanselier) (1916–1998) | Oost-Duitse Betrekkingen | 16 oktober 1963   | 26 oktober 1965  | FDP    | Ludwig Erhard (1963–1966)        |              |
|                            | Johann Baptist Gradl | Johann Baptist Gradl (1904–1988)        | Oost-Duitse Betrekkingen | 28 oktober 1966   | 1 december 1966  | CDU    | Ludwig Erhard (1963–1966)        |              |
|                            | Herbert Wehner       | Herbert Wehner (1906–1990)              | Oost-Duitse Betrekkingen | 1 december 1966   | 22 oktober 1969  | SPD    | Kurt Georg Kiesinger (1966–1969) | Kiesinger    |
|                            | Egon Franke          | Egon Franke (Vicekanselier) (1913–1995) | Oost-Duitse Betrekkingen | 22 oktober 1969   | 1 oktober 1982   | SPD    | Willy Brandt (1969–1974)         | Brandt I     |
| Brandt II                  | Egon Franke          | Egon Franke (Vicekanselier) (1913–1995) | Oost-Duitse Betrekkingen | 22 oktober 1969   | 1 oktober 1982   | SPD    | Willy Brandt (1969–1974)         |              |
| Walter Scheel (1974)       | Egon Franke          | Egon Franke (Vicekanselier) (1913–1995) | Oost-Duitse Betrekkingen | 22 oktober 1969   | 1 oktober 1982   | SPD    |                                  |              |
| Helmut Schmidt (1974–1982) | Egon Franke          | Egon Franke (Vicekanselier) (1913–1995) | Oost-Duitse Betrekkingen | 22 oktober 1969   | 1 oktober 1982   | SPD    | Schmidt I                        |              |
| Helmut Schmidt (1974–1982) | Egon Franke          | Egon Franke (Vicekanselier) (1913–1995) | Oost-Duitse Betrekkingen | 22 oktober 1969   | 1 oktober 1982   | SPD    | Schmidt II                       |              |
| Helmut Schmidt (1974–1982) | Egon Franke          | Egon Franke (Vicekanselier) (1913–1995) | Oost-Duitse Betrekkingen | 22 oktober 1969   | 1 oktober 1982   | SPD    | Schmidt III                      |              |
|                            | Rainer Barzel        | Rainer Barzel (1924–2006)               | Oost-Duitse Betrekkingen | 11 december 1962  | 16 oktober 1963  | CDU    | Helmut Kohl (1982–1998)          | Kohl I       |
|                            | Heinrich Windelen    | Heinrich Windelen (1921–2015)           | Oost-Duitse Betrekkingen | 29 maart 1983     | 12 maart 1987    | CDU    | Helmut Kohl (1982–1998)          | Kohl II      |
|                            | Dorothee Wilms       | Dorothee Wilms (1929)                   | Oost-Duitse Betrekkingen | 12 maart 1987     | 18 januari 1991  | CDU    | Helmut Kohl (1982–1998)          | Kohl III     |

## Bondsministers voor Vluchtelingen en Oorlogsslachtoffers (1949–1969)
| Bondsminister | Bondsminister            | Bondsminister                        | Portfolio                            | Ambtstermijn      | Ambtstermijn     | Partij           | Bondskanselier                   | Kabinet(en) |
| ------------- | ------------------------ | ------------------------------------ | ------------------------------------ | ----------------- | ---------------- | ---------------- | -------------------------------- | ----------- |
|               | Hans Lukaschek           | Hans Lukaschek (1885–1960)           | Vluchtelingen en Oorlogsslachtoffers | 15 september 1949 | 20 oktober 1953  | CDU              | Konrad Adenauer (1951–1963)      | Adenauer I  |
|               | Theodor Oberländer       | Theodor Oberländer (1905–1998)       | Vluchtelingen en Oorlogsslachtoffers | 20 oktober 1953   | 4 mei 1960       | GB/BHE (1953–56) | Konrad Adenauer (1951–1963)      | Adenauer II |
|               | Theodor Oberländer       | Theodor Oberländer (1905–1998)       | Vluchtelingen en Oorlogsslachtoffers | 20 oktober 1953   | 4 mei 1960       | CDU (1956–60)    | Konrad Adenauer (1951–1963)      | Adenauer II |
| Adenauer III  | Theodor Oberländer       | Theodor Oberländer (1905–1998)       | Vluchtelingen en Oorlogsslachtoffers | 20 oktober 1953   | 4 mei 1960       |                  | Konrad Adenauer (1951–1963)      |             |
|               | Hans-Joachim von Merkatz | Hans-Joachim von Merkatz (1905–1982) | Vluchtelingen en Oorlogsslachtoffers | 4 mei 1960        | 14 november 1961 | DP (1960)        | Konrad Adenauer (1951–1963)      |             |
|               | Hans-Joachim von Merkatz | Hans-Joachim von Merkatz (1905–1982) | Vluchtelingen en Oorlogsslachtoffers | 4 mei 1960        | 14 november 1961 | CDU (1961)       | Konrad Adenauer (1951–1963)      |             |
|               | Wolfgang Mischnick       | Wolfgang Mischnick (1921–2002)       | Vluchtelingen en Oorlogsslachtoffers | 14 november 1961  | 11 december 1962 | FDP              | Konrad Adenauer (1951–1963)      | Adenauer IV |
|               |                          |                                      | Vluchtelingen en Oorlogsslachtoffers | Vacant            |                  |                  | Konrad Adenauer (1951–1963)      | Adenauer IV |
|               | Wolfgang Mischnick       | Wolfgang Mischnick (1921–2002)       | Vluchtelingen en Oorlogsslachtoffers | 14 december 1962  | 16 oktober 1963  | FDP              | Konrad Adenauer (1951–1963)      | Adenauer V  |
|               | Hans Krüger              | Hans Krüger (1902–1971)              | Vluchtelingen en Oorlogsslachtoffers | 16 oktober 1963   | 11 februari 1964 | CDU              | Ludwig Erhard (1963–1966)        | Erhard I    |
|               |                          |                                      | Vluchtelingen en Oorlogsslachtoffers | Vacant            |                  |                  | Ludwig Erhard (1963–1966)        | Erhard I    |
|               | Ernst Lemmer             | Ernst Lemmer (1898–1970)             | Vluchtelingen en Oorlogsslachtoffers | 19 februari 1964  | 26 oktober 1965  | CDU              | Ludwig Erhard (1963–1966)        | Erhard I    |
|               | Johann Baptist Gradl     | Johann Baptist Gradl (1904–1988)     | Vluchtelingen en Oorlogsslachtoffers | 26 oktober 1965   | 1 december 1966  | CDU              | Ludwig Erhard (1963–1966)        | Erhard II   |
|               | Kai-Uwe von Hassel       | Kai-Uwe von Hassel (1913–1997)       | Vluchtelingen en Oorlogsslachtoffers | 1 december 1966   | 22 oktober 1969  | CDU              | Kurt Georg Kiesinger (1966–1969) | Kiesinger   |

## Bondsministers voor de Bondsraad (1949–1969)
| Bondsminister             | Bondsminister            | Bondsminister                        | Portfolio               | Ambtstermijn      | Ambtstermijn     | Partij        | Bondskanselier                   | Kabinet(en) |
| ------------------------- | ------------------------ | ------------------------------------ | ----------------------- | ----------------- | ---------------- | ------------- | -------------------------------- | ----------- |
|                           |                          | Heinrich Hellwege (1908–1991)        | Bondsraad               | 15 september 1949 | 26 mei 1955      | DP            | Konrad Adenauer (1951–1963)      | Adenauer I  |
| Adenauer II               |                          | Heinrich Hellwege (1908–1991)        | Bondsraad               | 15 september 1949 | 26 mei 1955      | DP            | Konrad Adenauer (1951–1963)      |             |
|                           | Hans-Joachim von Merkatz | Hans-Joachim von Merkatz (1905–1982) | Bondsraad               | 26 mei 1955       | 11 december 1962 | DP (1955–60)  | Konrad Adenauer (1951–1963)      |             |
| Adenauer III              | Hans-Joachim von Merkatz | Hans-Joachim von Merkatz (1905–1982) | Bondsraad               | 26 mei 1955       | 11 december 1962 | DP (1955–60)  | Konrad Adenauer (1951–1963)      |             |
|                           | Hans-Joachim von Merkatz | Hans-Joachim von Merkatz (1905–1982) | Bondsraad               | 26 mei 1955       | 11 december 1962 | CDU (1960–62) | Konrad Adenauer (1951–1963)      |             |
| Adenauer IV               | Hans-Joachim von Merkatz | Hans-Joachim von Merkatz (1905–1982) | Bondsraad               | 26 mei 1955       | 11 december 1962 |               | Konrad Adenauer (1951–1963)      |             |
|                           | Alois Niederalt          | Alois Niederalt (1911–2004)          | Bondsraad               | 14 december 1962  | 1 december 1966  | CSU           | Konrad Adenauer (1951–1963)      | Adenauer V  |
| Ludwig Erhard (1963–1966) | Alois Niederalt          | Alois Niederalt (1911–2004)          | Bondsraad               | 14 december 1962  | 1 december 1966  | CSU           | Erhard I                         |             |
| Ludwig Erhard (1963–1966) | Alois Niederalt          | Alois Niederalt (1911–2004)          | Bondsraad               | 14 december 1962  | 1 december 1966  | CSU           | Erhard II                        |             |
|                           | Carlo Schmid             | Carlo Schmid (1896–1979)             | Bondsraad en Deelstaten | 1 december 1966   | 22 oktober 1969  | SPD           | Kurt Georg Kiesinger (1966–1969) | Kiesinger   |

## Bondsministers voor Kernveiligheid (1953–1962)
| Bondsminister | Bondsminister      | Bondsminister                  | Portfolio      | Ambtstermijn    | Ambtstermijn     | Partij | Bondskanselier              | Kabinet(en) |
| ------------- | ------------------ | ------------------------------ | -------------- | --------------- | ---------------- | ------ | --------------------------- | ----------- |
|               | Franz Josef Strauß | Franz Josef Strauß (1915–1988) | Kernveiligheid | 20 oktober 1953 | 16 oktober 1956  | CSU    | Konrad Adenauer (1951–1963) | Adenauer II |
|               | Siegfried Balke    | Siegfried Balke (1902–1984)    | Kernveiligheid | 16 oktober 1956 | 13 december 1962 | CSU    | Konrad Adenauer (1951–1963) | Adenauer II |
| Adenauer III  | Siegfried Balke    | Siegfried Balke (1902–1984)    | Kernveiligheid | 16 oktober 1956 | 13 december 1962 | CSU    | Konrad Adenauer (1951–1963) |             |
| Adenauer IV   | Siegfried Balke    | Siegfried Balke (1902–1984)    | Kernveiligheid | 16 oktober 1956 | 13 december 1962 | CSU    | Konrad Adenauer (1951–1963) |             |

## Bondsministers voor Familie Zaken (1953–1969)
| Bondsminister                    | Bondsminister | Bondsminister                      | Portfolio              | Ambtstermijn                 | Ambtstermijn     | Partij          | Bondskanselier              | Kabinet(en) |
| -------------------------------- | ------------- | ---------------------------------- | ---------------------- | ---------------------------- | ---------------- | --------------- | --------------------------- | ----------- |
|                                  | Jakob Kaiser  | Franz-Josef Wuermeling (1900–1986) | Familie Zaken          | 20 oktober 1953              | 14 december 1962 | CDU             | Konrad Adenauer (1951–1963) | Adenauer II |
| Adenauer III                     | Jakob Kaiser  | Franz-Josef Wuermeling (1900–1986) | Familie Zaken          | 20 oktober 1953              | 14 december 1962 | CDU             | Konrad Adenauer (1951–1963) |             |
| Adenauer IV                      | Jakob Kaiser  | Franz-Josef Wuermeling (1900–1986) | Familie Zaken          | 20 oktober 1953              | 14 december 1962 | CDU             | Konrad Adenauer (1951–1963) |             |
|                                  | Bruno Heck    | Bruno Heck (1917–1989)             | Familie en Jeugd Zaken | 14 december 1962             | 1 oktober 1968   | CDU             | Konrad Adenauer (1951–1963) | Adenauer V  |
| Ludwig Erhard (1963–1966)        | Bruno Heck    | Bruno Heck (1917–1989)             | Familie en Jeugd Zaken | 14 december 1962             | 1 oktober 1968   | CDU             | Erhard I                    |             |
| Ludwig Erhard (1963–1966)        | Bruno Heck    | Bruno Heck (1917–1989)             | Familie en Jeugd Zaken | 14 december 1962             | 1 oktober 1968   | CDU             | Erhard II                   |             |
| Kurt Georg Kiesinger (1966–1969) | Bruno Heck    | Bruno Heck (1917–1989)             | Familie en Jeugd Zaken | 14 december 1962             | 1 oktober 1968   | CDU             | Kiesinger                   |             |
| Kurt Georg Kiesinger (1966–1969) |               |                                    | Familie en Jeugd Zaken | Vacant                       |                  |                 | Kiesinger                   |             |
| Kurt Georg Kiesinger (1966–1969) |               | Aenne Brauksiepe                   | Familie en Jeugd Zaken | Aenne Brauksiepe (1912–1997) | 16 oktober 1968  | 22 oktober 1969 | Kiesinger                   | CDU         |

## Bondsministers voor Middenstand (1953–1956)
| Bondsminister | Bondsminister   | Bondsminister               | Portfolio   | Ambtstermijn    | Ambtstermijn    | Partij        | Bondskanselier            | Kabinet(en) |
| ------------- | --------------- | --------------------------- | ----------- | --------------- | --------------- | ------------- | ------------------------- | ----------- |
|               | Hermann Schäfer | Hermann Schäfer (1892–1966) | Middenstand | 20 oktober 1953 | 16 oktober 1956 | FDP (1953–56) | Konrad Adenauer (1953–56) | Adenauer II |
|               | Hermann Schäfer | Hermann Schäfer (1892–1966) | Middenstand | 20 oktober 1953 | 16 oktober 1956 | FVP (1956)    | Konrad Adenauer (1953–56) | Adenauer II |

## Bondsministers voor Waterstaat (1953–1956)
| Bondsminister | Bondsminister | Bondsminister              | Portfolio  | Ambtstermijn    | Ambtstermijn    | Partij        | Bondskanselier            | Kabinet(en) |
| ------------- | ------------- | -------------------------- | ---------- | --------------- | --------------- | ------------- | ------------------------- | ----------- |
|               |               | Waldemar Kraft (1898–1977) | Waterstaat | 20 oktober 1953 | 16 oktober 1956 | GBH (1953–56) | Konrad Adenauer (1953–56) | Adenauer II |
|               | CDU (1956)    | Waldemar Kraft (1898–1977) | Waterstaat | 20 oktober 1953 | 16 oktober 1956 |               | Konrad Adenauer (1953–56) | Adenauer II |

## Bondsministers voor de Bondsdag (1953–1956)
| Bondsminister | Bondsminister | Bondsminister                | Portfolio | Ambtstermijn    | Ambtstermijn     | Partij | Bondskanselier            | Kabinet(en) |
| ------------- | ------------- | ---------------------------- | --------- | --------------- | ---------------- | ------ | ------------------------- | ----------- |
|               |               | Robert Tillmanns (1896–1955) | Bondsdag  | 20 oktober 1953 | 12 november 1955 | CDU    | Konrad Adenauer (1953–56) | Adenauer II |

## Bondsministers voor de Federale Veiligheidsraad (1961–1966)
| Bondsminister             | Bondsminister  | Bondsminister              | Portfolio                | Ambtstermijn     | Ambtstermijn    | Partij | Bondskanselier              | Kabinet(en) |
| ------------------------- | -------------- | -------------------------- | ------------------------ | ---------------- | --------------- | ------ | --------------------------- | ----------- |
|                           | Heinrich Krone | Heinrich Krone (1905–1982) | Federale Veiligheidsraad | 14 november 1961 | 1 december 1966 | CDU    | Konrad Adenauer (1951–1963) | Adenauer IV |
| Adenauer V                | Heinrich Krone | Heinrich Krone (1905–1982) | Federale Veiligheidsraad | 14 november 1961 | 1 december 1966 | CDU    | Konrad Adenauer (1951–1963) |             |
| Ludwig Erhard (1963–1966) | Heinrich Krone | Heinrich Krone (1905–1982) | Federale Veiligheidsraad | 14 november 1961 | 1 december 1966 | CDU    | Erhard I                    |             |
| Ludwig Erhard (1963–1966) | Heinrich Krone | Heinrich Krone (1905–1982) | Federale Veiligheidsraad | 14 november 1961 | 1 december 1966 | CDU    | Erhard II                   |             |

## Bondsministers voor Algemene Zaken (1964–heden)
| Bondsminister | Bondsminister      | Bondsminister                 | Portfolio      | Ambtstermijn     | Ambtstermijn     | Partij | Bondskanselier               | Kabinet(en) |
| ------------- | ------------------ | ----------------------------- | -------------- | ---------------- | ---------------- | ------ | ---------------------------- | ----------- |
|               | Ludger Westrick    | Ludger Westrick (1894–1990)   | Algemene Zaken | 13 juli 1964     | 1 december 1966  | CDU    | Ludwig Erhard (1963–1966)    | Erhard I    |
| Erhard II     | Ludger Westrick    | Ludger Westrick (1894–1990)   | Algemene Zaken | 13 juli 1964     | 1 december 1966  | CDU    | Ludwig Erhard (1963–1966)    |             |
|               |                    |                               | Algemene Zaken | Vacant           |                  |        |                              |             |
|               | Horst Ehmke        | Horst Ehmke (1927–2017)       | Algemene Zaken | 22 oktober 1969  | 15 december 1972 | SPD    | Willy Brandt (1969–1974)     | Brandt I    |
|               |                    |                               | Algemene Zaken | Vacant           |                  |        |                              |             |
|               | Wolfgang Schäuble  | Wolfgang Schäuble (1942–2023) | Algemene Zaken | 14 november 1984 | 21 april 1989    | CDU    | Helmut Kohl (1982–1998)      | Kohl II     |
| Kohl III      | Wolfgang Schäuble  | Wolfgang Schäuble (1942–2023) | Algemene Zaken | 14 november 1984 | 21 april 1989    | CDU    | Helmut Kohl (1982–1998)      |             |
|               | Rudolf Seiters     | Rudolf Seiters (1937)         | Algemene Zaken | 21 april 1989    | 26 november 1991 | CDU    | Helmut Kohl (1982–1998)      |             |
| Kohl IV       | Rudolf Seiters     | Rudolf Seiters (1937)         | Algemene Zaken | 21 april 1989    | 26 november 1991 | CDU    | Helmut Kohl (1982–1998)      |             |
|               | Friedrich Bohl     | Friedrich Bohl (1945)         | Algemene Zaken | 26 november 1991 | 27 oktober 1998  | CDU    | Helmut Kohl (1982–1998)      |             |
| Kohl V        | Friedrich Bohl     | Friedrich Bohl (1945)         | Algemene Zaken | 26 november 1991 | 27 oktober 1998  | CDU    | Helmut Kohl (1982–1998)      |             |
|               | Bodo Hombach       | Bodo Hombach (1952)           | Algemene Zaken | 27 oktober 1998  | 31 juli 1999     | SPD    | Gerhard Schröder (1998–2005) | Schröder I  |
|               |                    |                               | Algemene Zaken | Vacant           |                  |        |                              |             |
|               | Thomas de Maizière | Thomas de Maizière (1954)     | Algemene Zaken | 22 november 2005 | 28 oktober 2009  | CDU    | Angela Merkel (2005–2021)    | Merkel I    |
|               | Ronald Pofalla     | Ronald Pofalla (1959)         | Algemene Zaken | 28 oktober 2009  | 17 december 2013 | CDU    | Angela Merkel (2005–2021)    | Merkel II   |
|               | Peter Altmaier     | Peter Altmaier (1958)         | Algemene Zaken | 17 december 2013 | 14 maart 2018    | CDU    | Angela Merkel (2005–2021)    | Merkel III  |
|               | Helge Braun        | Helge Braun (1972)            | Algemene Zaken | 14 maart 2018    | 8 december 2021  | CDU    | Angela Merkel (2005–2021)    | Merkel IV   |
|               | Wolfgang Schmidt   | Wolfgang Schmidt (1970)       | Algemene Zaken | 8 december 2021  | huidig           | SPD    | Olaf Scholz (sinds 2021)     | Scholz      |

## Bondsministers voor Speciale Zaken (1972–1974)
| Bondsminister              | Bondsminister   | Bondsminister               | Portfolio                             | Ambtstermijn     | Ambtstermijn | Partij | Bondskanselier           | Kabinet(en) |
| -------------------------- | --------------- | --------------------------- | ------------------------------------- | ---------------- | ------------ | ------ | ------------------------ | ----------- |
|                            | Egon Bahr       | Egon Bahr (1922–2015)       | Speciale Zaken voor de Bondskanselier | 15 december 1972 | 8 juli 1974  | SPD    | Willy Brandt (1969–1974) | Brandt II   |
| Walter Scheel (1974)       | Egon Bahr       | Egon Bahr (1922–2015)       | Speciale Zaken voor de Bondskanselier | 15 december 1972 | 8 juli 1974  | SPD    |                          | Brandt II   |
| Helmut Schmidt (1974–1982) | Egon Bahr       | Egon Bahr (1922–2015)       | Speciale Zaken voor de Bondskanselier | 15 december 1972 | 8 juli 1974  | SPD    | Schmidt I                |             |
|                            | Werner Maihofer | Werner Maihofer (1918–2009) | Speciale Zaken voor de Vicekanselier  | 15 december 1972 | 16 mei 1974  | FDP    | Willy Brandt (1969–1974) | Brandt II   |
| Walter Scheel (1974)       | Werner Maihofer | Werner Maihofer (1918–2009) | Speciale Zaken voor de Vicekanselier  | 15 december 1972 | 16 mei 1974  | FDP    |                          | Brandt II   |

## Bondsministers voor Voorlichtingen (1989–1990)
| Bondsminister | Bondsminister | Bondsminister          | Portfolio      | Ambtstermijn  | Ambtstermijn     | Partij | Bondskanselier          | Kabinet(en) |
| ------------- | ------------- | ---------------------- | -------------- | ------------- | ---------------- | ------ | ----------------------- | ----------- |
|               | Hans Klein    | Hans Klein (1931–1996) | Voorlichtingen | 21 april 1989 | 20 december 1990 | CSU    | Helmut Kohl (1982–1998) | Kohl III    |

## Bondsministers voor Duitse Hereniging (1989–1991)
| Bondsminister | Bondsminister        | Bondsminister                   | Portfolio         | Ambtstermijn   | Ambtstermijn     | Partij | Bondskanselier          | Kabinet(en) |
| ------------- | -------------------- | ------------------------------- | ----------------- | -------------- | ---------------- | ------ | ----------------------- | ----------- |
|               | Lothar de Maizière   | Lothar de Maizière (1940)       | Duitse hereniging | 3 oktober 1990 | 19 december 1990 | CDUD   | Helmut Kohl (1982–1998) | Kohl III    |
|               | Lothar de Maizière   | Lothar de Maizière (1940)       | Duitse hereniging | 3 oktober 1990 | 19 december 1990 | CDU    | Helmut Kohl (1982–1998) | Kohl III    |
|               | Sabine Bergmann-Pohl | Sabine Bergmann- Pohl (1946)    | Duitse hereniging | 3 oktober 1990 | 18 januari 1991  | CDUD   | Helmut Kohl (1982–1998) | Kohl III    |
|               | Sabine Bergmann-Pohl | Sabine Bergmann- Pohl (1946)    | Duitse hereniging | 3 oktober 1990 | 18 januari 1991  | CDU    | Helmut Kohl (1982–1998) | Kohl III    |
|               | Günther Krause       | Günther Krause (1953)           | Duitse hereniging | 3 oktober 1990 | 18 januari 1991  | CDUD   | Helmut Kohl (1982–1998) | Kohl III    |
|               | Günther Krause       | Günther Krause (1953)           | Duitse hereniging | 3 oktober 1990 | 18 januari 1991  | CDU    | Helmut Kohl (1982–1998) | Kohl III    |
|               | Rainer Ortleb        | Rainer Ortleb (1944)            | Duitse hereniging | 3 oktober 1990 | 18 januari 1991  | LDP    | Helmut Kohl (1982–1998) | Kohl III    |
|               | Rainer Ortleb        | Rainer Ortleb (1944)            | Duitse hereniging | 3 oktober 1990 | 18 januari 1991  | FDP    | Helmut Kohl (1982–1998) | Kohl III    |
|               | Hansjoachim Walther  | Hansjoachim Walther (1939–2005) | Duitse hereniging | 3 oktober 1990 | 18 januari 1991  | DSU    | Helmut Kohl (1982–1998) | Kohl III    |
|               | Hansjoachim Walther  | Hansjoachim Walther (1939–2005) | Duitse hereniging | 3 oktober 1990 | 18 januari 1991  | CSU    | Helmut Kohl (1982–1998) | Kohl III    |

- Gemeinsame Normdatei: 39888-3
- Virtual International Authority File: 128425215